# Санта-Мария-ду-Каштелу (Алкасер-ду-Сал)
Санта-Мария-ду-Каштелу (порт. Santa Maria do Castelo) — город и район в Португалии, входит в округ Сетубал. Является составной частью муниципалитета Алкасер-ду-Сал. По старому административному делению входил в провинцию Байшу-Алентежу. Входит в экономико-статистический субрегион Алентежу-Литорал, который входит в Алентежу. Население составляет 4268 человек на 2001 год. Занимает площадь 461,77 км².